# Mount Napier
Mount Napier in Victoria ist einer der jüngsten Vulkane Australiens.

## Beschreibung
Der Mount Napier befindet sich im Mount Napier State Park etwa 270 Kilometer westlich von Melbourne und 17 Kilometer von Hamilton. Der Vulkan war zuletzt 5.290 Jahre vor unserer Zeitrechnung aktiv. Der Lavafluss des Mount Napier reichte bis zum Mount Eccles, etwa 25 Kilometer südwestlich entlang des Harmans Valley bis nach Byaduk North. Die Lava schuf Basalthügel. Diese Hügel, in Australien auch Tumuli genannt, sind einzigartig auf dem australischen Kontinent und sie kommen selten in der übrigen Welt vor. Sie wurden durch Gasaustritt und Hitze geformt, als die Lava an die Erdoberfläche trat. Einige Steinbrüche und Lavaröhren befinden sich bei Byaduk.
Mount Napier hat einen zusammengesetzten Lavaschild mit einem aufgelagerten Schlackenkegel. Der Kegel erhebt sich 150 Meter über die umgebende Ebene, der Berg erreicht eine Höhe von 440 Meter und macht den höchsten Punkt der Ebene im Western District Plain von Victoria aus. Mount Napier ist ein Teil der geologischen Newer Volcanics Province, die das jüngste vulkanische Zentrum in Australien bildete. Sie bedeckt ein Gebiet von 15.000 Quadratkilometer und hat 400 Vulkanschlote.

## Fotos

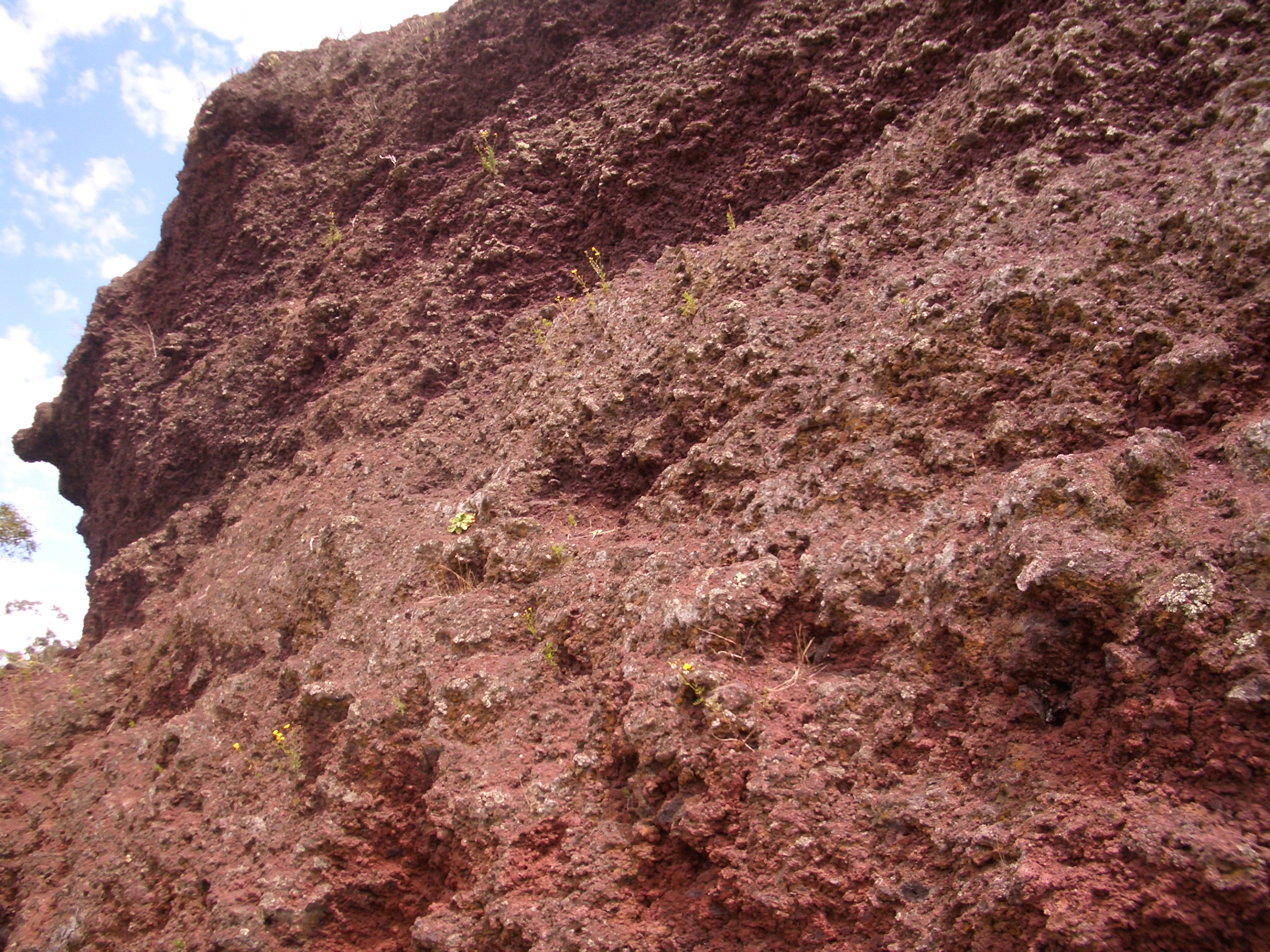
Erodierte Lava des Mount Napier
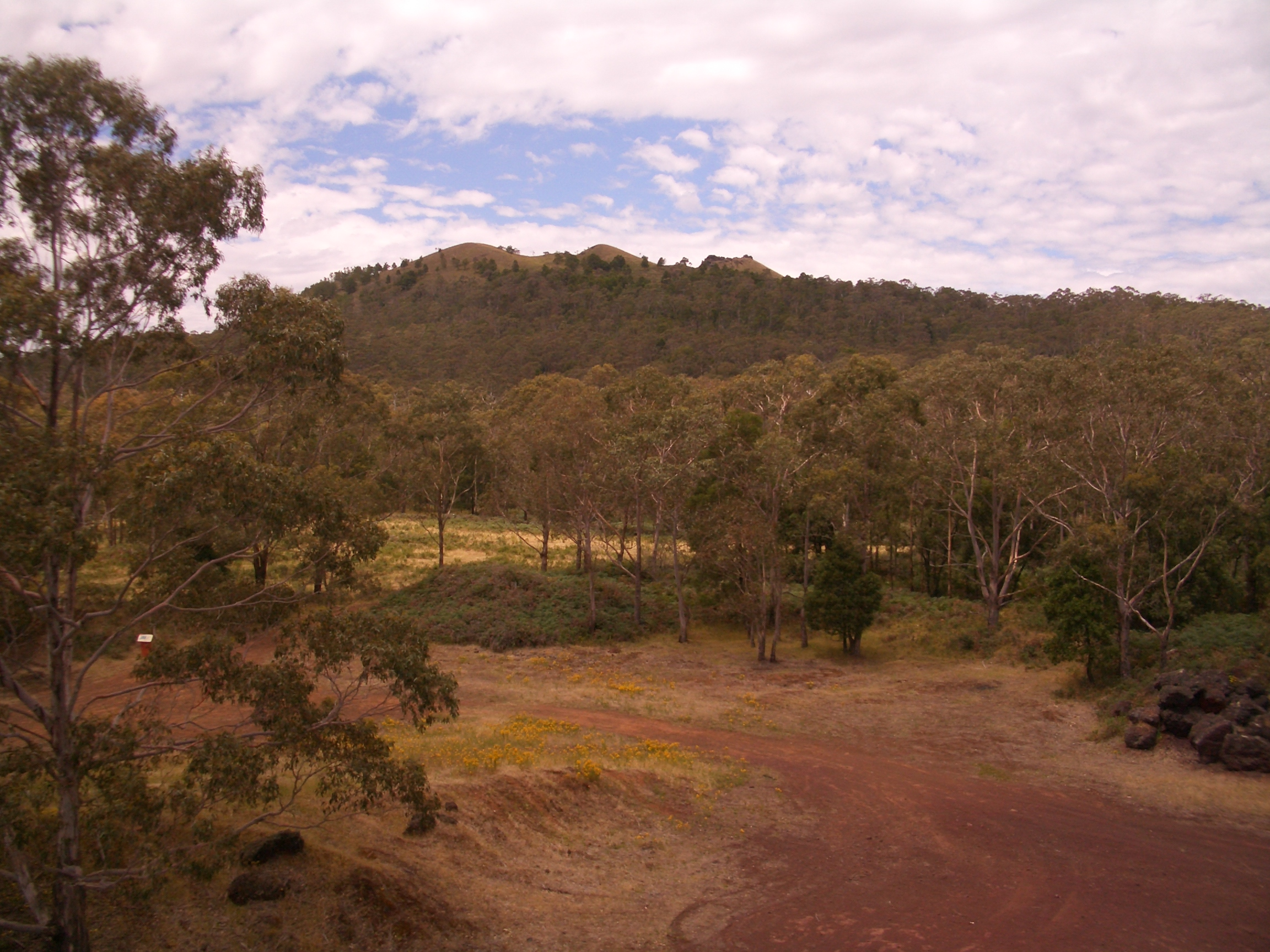
Blick auf den Vulkanrand
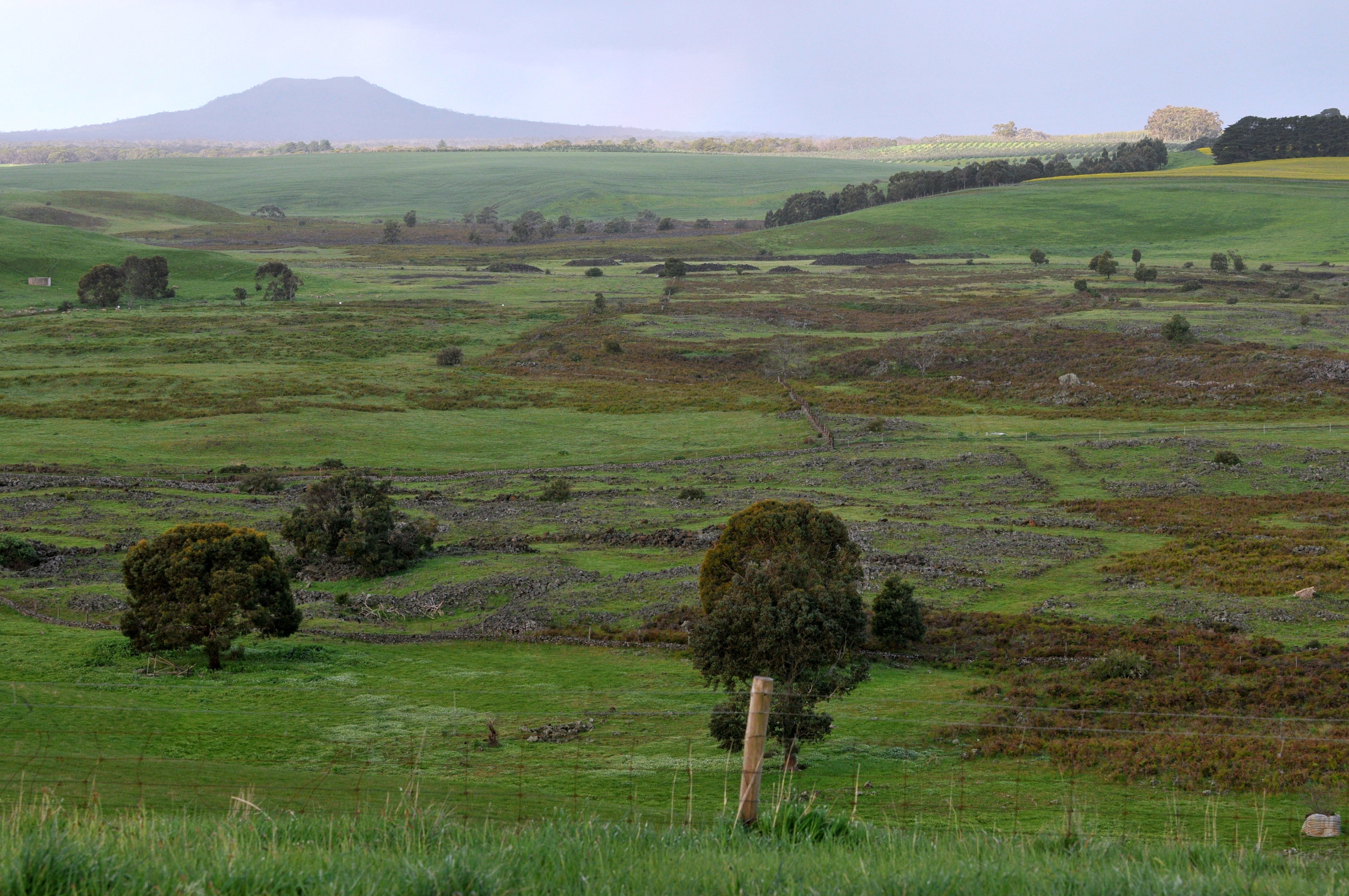
Blick vom Harmans Valley bis zum Mount Napier
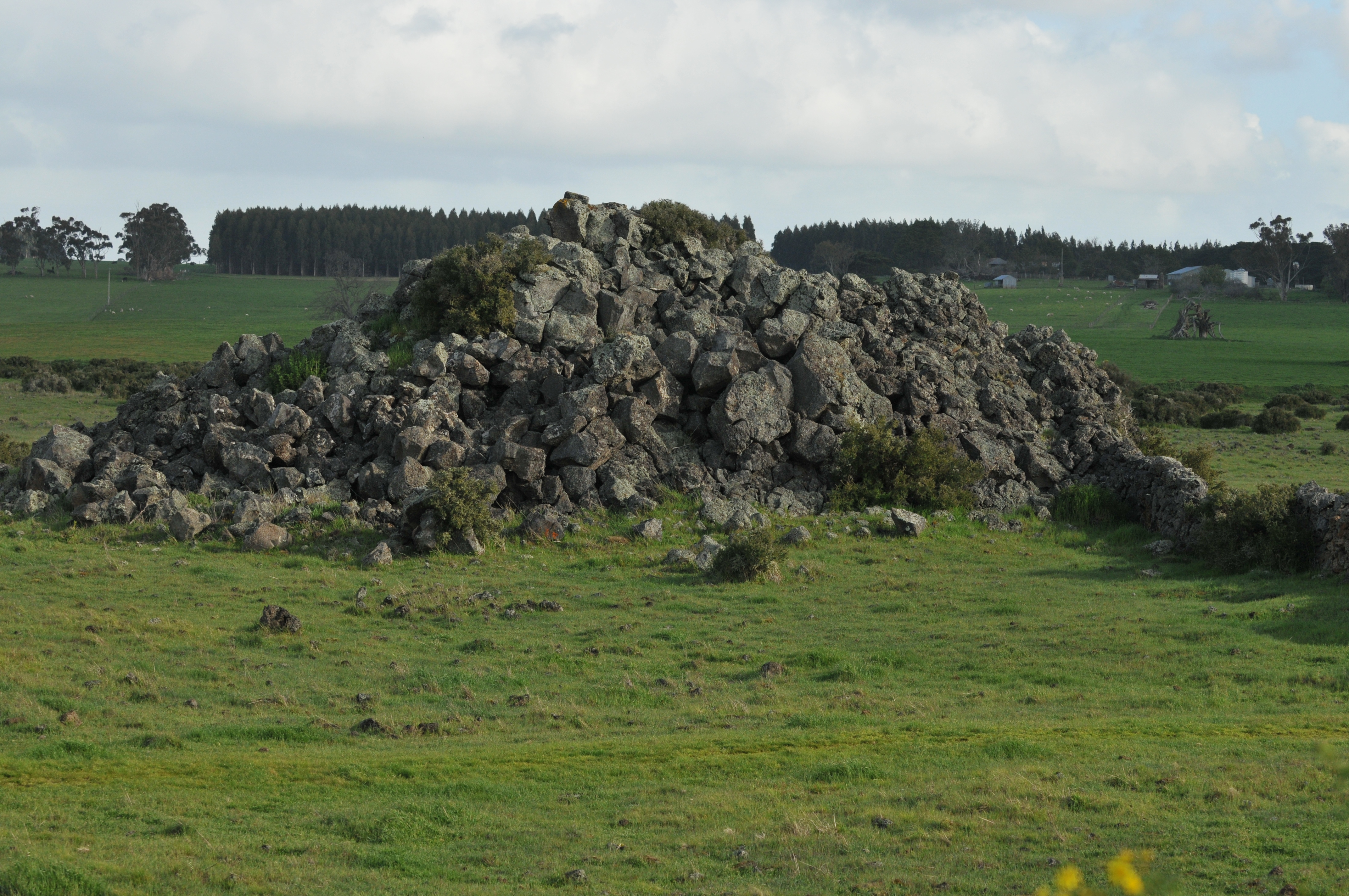
Erodierter Lavahügel